# Polymorphus sphaerocephalus
Polymorphus sphaerocephalus är en hakmaskart som först beskrevs av Bremser 1819.  Polymorphus sphaerocephalus ingår i släktet Polymorphus och familjen Polymorphidae. Inga underarter finns listade i Catalogue of Life.